# 德思禮一家
德思禮一家（英語：Dursley family）是英國奇幻小說《哈利波特》系列裡的一個虛構家庭，主要成員分別為威農和佩妮·德思禮夫妻及他們的兒子達力·德思禮，他們為故事主角哈利·波特僅存的親人。小說裡，還是嬰兒的哈利在父母死亡後被鄧不利多放置在德思禮家門前給他們收養，以讓哈利持續受到其母親力量的保護，免於被佛地魔傷害。然而德思禮一家將哈利視為負擔，對他的態度與待遇非常差勁，使哈利十分討厭他們。

## 小說描述
當哈利·波特的父母被佛地魔殺害後，鄧不利多決意將哈利交給他的親戚德思禮一家扶養，由於莉莉·波特死時在哈利施加了保護魔法，這樣只要哈利跟血緣親戚住在一起就不會受到佛地魔及其黨羽的傷害，直到他滿17歲為止。
德思禮一家是典型的麻瓜家庭，盡力遠離與魔法有關的人事物，且對其非常畏懼，聞之色變。平時他們一直試圖合理化那些看似「不合常理」的事物，假裝一切完全正常，例如一次威農發現一隻貓（其實是變身的麥教授）在盯著他看後便認定那是「光線的錯覺」。威農姨丈與佩妮阿姨對兒子達力非常地溺愛，而對哈利的態度卻很冷漠，只讓他住在樓梯下的儲物間裡，且向他極力隱瞞有關魔法世界的任何訊息。在上小學時，達力與他的同黨還喜歡欺負哈利。
哈利·波特11歲生日時，貓頭鷹不斷送來他的霍格華茲入學通知，威農姨丈嚇得帶著家人與哈利離開家躲到一個海中巨岩上的小屋裡去，但霍格華茲獵場看守人魯霸·海格很快找到了他們，帶走了哈利，也把德思禮一家嚇壞。自此之後德思禮一家就很懼怕哈利。

## 住所
德思禮一家的住所為薩里郡小惠因區的水蠟樹街4號，這棟房子共分兩層樓，還有一個後花園。最初哈利·波特只被允許睡在樓梯下的小儲物間內，但當他收到霍格華茲的入學通知後，威農因畏懼魔法界的人得知哈利的情況，便改讓他睡在樓上的臥室。
在現實中，電影裡的「水蠟樹街4號」實際上是位於伯克郡布拉克內爾的一棟兩層樓房屋，2000年華納兄弟影業與屋主協商將其用於拍攝電影場景。這棟房屋於2016年以47.5萬英鎊的價格出售；在2018年5月則改降至43.5萬英鎊，但仍賣不掉。

## 成員

### 威農·德思禮
威農·德思禮是德思禮一家的家長，哈利的姨丈、佩妮的丈夫和達力的父親，身材高大魁梧，有著大鬍子。他還是一家鑽機公司格朗寧的主管，在他的職業生涯中似乎很成功。威農非常重視地位、成就和財富，討厭與魔法有關的事物。他為哈利制定了大部分規定。他和妻子佩妮「勉為其難」地撫養哈利長大，經常對哈利充滿著敵意，向他扭曲了其父母的真正死因。裡，德思禮一家在搬離住處時，威農本想與哈利握手道別，但最後仍沒做到這一點。
他的名字「威農」是作者羅琳最討厭的名字。
在電影裡威農·德思禮由英國演員李查·葛瑞夫斯飾演。

### 佩妮·德思禮
佩妮·德思禮，原名佩妮·伊凡，是哈利的姨媽以及莉莉的姐姐。她被描述成一個瘦削的金髮女人，脖子特別地長。
在童年開始，佩妮就一直欺負其妹妹莉莉，忌妒對方的魔法能力，稱之為「怪胎」；她也看不起跟妹妹在一起相處的同齡男孩石內卜。當時佩妮甚至還寫信給霍格華茲校長鄧不利多，希望自己也可以像妹妹那樣入學，但鄧不利多婉拒了她的要求，從此憤恨難平的佩妮最終以「否定魔法存在」來表達無法學習魔法的不滿。成年後的某個時候，佩妮進入格朗寧公司工作後後與威農·德思禮相識，兩人最終成婚。
佩妮對魔法世界的了解比她表面上承認的還要多，在催狂魔襲擊哈利與達力後，佩妮說她知道催狂魔守衛著巫師監獄阿茲卡班。裡，在德思禮一家要搬離住處時，哈利感覺到佩妮想在臨走前對他說什麼，但最後仍扭頭走人。後來羅琳在訪談說明：佩妮本想祝哈利好運，但卻沒能說出口。
佩妮的名字意為牽牛花，象徵著憤怒、憎恨。
電影裡，佩妮·德思禮由費歐娜·蕭飾演。而在《哈利波特—死神的聖物 上》的一個刪除片段裡，佩妮在哈利的面前表達了對失去妹妹莉莉的悲傷和懊悔。費歐娜·蕭表示：「德思禮一家代表常人，在一部魔法影片中，他們代表著『另一類人』。」

### 達力·德思禮
達力·德思禮是威農和佩妮夫妻的獨生兒子，哈利的表哥，被描述為一個非常胖的金髮男孩，非常受雙親的疼愛。他在哈利就讀小學時就開始欺負對方，還有鄰近地區較瘦弱的孩子。有許多同黨，例如：皮爾、丹尼、郭登、莫肯等。
在中，找到德思禮一家人的魯霸·海格因為聽到威農對鄧不利多出言不遜，一氣之下給達力變出一條豬尾巴，使德思禮一家必須要去倫敦一家私立醫院把尾巴切除。
達力的體重身型因為威農和佩妮的縱容嬌慣而持續增胖，直至被校方護士開始強制執行新的飲食制度，以至於佩妮堅持要全家人跟他一起節食。此外，為了使達力振奮精神，佩妮故意將給哈利的食物量縮減得比給達力的食物量小得多。但達力對於哈利在自己的臥室里有額外的食物儲備並不知情。
在中，十五歲的達力學會了拳擊，他領著一群同黨常去欺負其他幼小的孩子。哈利回來過暑假時，兩隻被桃樂絲·恩不里居派出的催狂魔攻擊達力和哈利，哈利最終運用護法咒驅離催狂魔，救下了自己和達力。在遭催狂魔攻擊時，達力被迫重溫自己最糟糕的經歷。羅琳透露，達力見到了自己的真實本性——一個殘忍、自私、暴力的惡霸，對其他人沒有任何感情；在得知此一事實後讓他自己感到震驚。
在裡，達力在搬離住處前與哈利握手道別，並感謝他從催狂魔手中救了自己一命，小說中達力更進一步地對哈利表現出了發自內心的關切，對此哈利也表達了感謝並以達力的小名「大D」稱呼他，從這點來看，兩人可以說達成了和解。羅琳事後補充達力後來結婚並育有兩名孩子，仍和哈利保持密切連絡。
他的名字「達力」實是演化自英國的俚语「DUD」，其原意為無聊之人。羅琳說她曾經短暫考慮過讓達力在結局時帶著一個巫師孩子出現在國王十字車站，但她很快就放棄了這個想法，因為她覺得「任何潛伏的巫師基因都永遠不會與威農姨丈的DNA接觸」。
電影裡，達力·德思禮由哈利·米尔林飾演。為了飾演這個角色，哈里·米爾林在後續電影中不得不穿上一件肥胖裝維持角色形象，因為隨著電影劇情發展，演員的體重隨之減少，但必須維持角色的肥胖。電影《死神的聖物》上的其中一個刪除片段裡顯示了哈利與達力的握手和解。

### 瑪姬·德思禮
瑪姬·德思禮（Marge Dursley）是威農的姊姊，雖然她不是哈利的親戚，但因為德思禮家的緣故，哈利也必須要稱她為「瑪姬姑姑」。她的主要興趣在於繁殖牛頭犬。每當瑪姬到訪德思禮家時，總是非常蔑視哈利，且常侮辱他的父母。哈利九歲時曾經被瑪姬飼養的一隻牛頭犬「殺手」追到爬上樹。
在裡，瑪姬姑姑再一次地侮辱哈利的父母，這激怒了哈利，讓他無意間用魔法把瑪姬變成了一個大氣球的形狀，後來她得以恢復原樣，但被魔法部修改了記憶。從這以後，德思禮一家便不再讓瑪姬與哈利有任何碰面的機會。
在電影裡，瑪姬·德思禮由潘·菲瑞絲飾演。劇組在拍攝瑪姬膨脹成氣球的場景時，對演員而言是個煎熬，因為她必須加上大量化妝及穿上巨大的連體服。
曾有學者猜測：《哈利波特》裡瑪姬·德思禮的角色是對現實中英國首相瑪格麗特·柴契爾的諷刺。

## 創作
羅琳曾指出瑪姬姑姑的創作靈感是來自於自己的外祖母弗里達（Frieda），她愛狗更勝於人:8。德思禮 （Dursley）這個名字源自於英格蘭格洛斯特郡的一個小鎮，小說作者羅琳童年時曾去過那裡。
2015年，羅琳在Pottermore網站上發布一篇新文章，揭示了德思禮一家討厭哈利·波特的原因：當威農·德思禮與哈利的父親詹姆·波特初次見面時，他問詹姆開什麼車對方卻回答說是飛天掃帚，在回答財務問題時詹姆說他在古靈閣存有很多黃金。這讓威農以為對方是在戲弄他，最終兩家自此鬧翻再也不相往來。